# Giovanni Stefano Ferrero
Gianstefano Ferrero (Biella, 5 de maio de 1474 - Roma, 5 de outubro de 1510) foi um bispo e cardeal italianos dos século XV e XVI.

## Primeiros anos
Nasceu em uma família aliada aos Acciaiouli de Florença. Quinto dos quatorze filhos de Sebastiano Ferraro e Tomena Avogadro. Ele foi chamado de Cardeal de Bolonha. Seu primeiro nome também está listado como Giovanni Stefano; e seu sobrenome como Ferrer e como Ferreri. Irmão do Cardeal Bonifacio Ferrero (1517). Tio do Cardeal Pietro Francesco Ferrero (1561). Tio-avô do cardeal Guido Luca Ferraro (1565). Outro membro da família foi o cardeal Antonio Ferrero (1505).
Estudou direito canônico em Pádua e possuía grande erudição. Auditor da Sagrada Rota Romana. Protonotário apostólico. Foi abade comendatário de vários lugares: do mosteiro beneditino de S. Stefano, Ivrea, 19 de agosto de 1489 até 14 de novembro de 1494; de S. Salvatore di Casalvolone, 1489; do mosteiro beneditino de S. Stefano, Vercelli, 5 de novembro de 1492; de Ss. Graziano e Felino di Arona, 1495 a 1508; do mosteiro de S. Martino, Ivrea, até 16 de julho de 1499.

## Episcopado
A pedido da duquesa Bianca e de seu filho Carlo Giovanni Amadeo, duque de Savoia, foi nomeado coadjutor com direito de sucessão de Vercelli em 24 de abril de 1493. Sucedeu à sé de Vercelli em 16 de julho de 1499; ocupou a sé até 21 de janeiro de 1502. Consagrado em 5 de janeiro de 1500, em Vercelli, por Andrea Novelli, bispo de Alba, auxiliado por Bernardino Vacca, bispo titular de Ascalon, e por outro bispo cuja identidade não é certa. Ocupou novamente a sé de 31 de outubro de 1503 até 5 de novembro de 1509, quando a trocou com seu irmão Bonifácio. Celebrou um sínodo para regulamentar a disciplina do clero.

## Cardinalato
Criado cardeal-presbítero no consistório de 28 de setembro de 1500 e reservado in pectore; publicado no consistório de 28 de junho de 1502, quando recebeu o chapéu vermelho e o título de S. Vitale. Transferido para a sé de Bolonha em 24 de janeiro de 1502; entrou na diocese após outubro de 1503 e ocupou o cargo até sua morte. Abade comendatário de S. Maria di Staffarda, 1503. Participou dos dois conclaves de 1503: o de setembro, que elegeu o Papa Pio III, e o do outono, que elegeu o Papa Júlio II. Optou pelo título de Ss. Sergio e Bacco, diaconato elevado pro illa vice ao título, 22 de dezembro de 1505. Camerlengo do Sagrado Colégio dos Cardeais, janeiro de 1506 a 1507.
Como seu pai havia se tornado tesoureiro geral do rei da França, Ferrero exortou as tropas francesas, em 2 de novembro de 1506, para não sitiar Bolonha. Administrador da Sé de Ivrea em 5 de novembro de 1509; trocou a sé com seu irmão Bonifácio; ocupou a sé até sua morte e foi sucedido por seu irmão Bonifácio. Foi autor de uma obra sobre a decisão da Sagrada Rota Romana e pediu a Paris de Grassis, futuro bispo de Pesaro, que escrevesse o livro De cæremoniis Cardinalium & Episcoporum in eorum Dioecesibus.
O cardeal Ferrero morreu em Roma em 5 de outubro de 1510. Sepultado na basílica de S. Clemente, Roma. Posteriormente, os seus restos mortais foram trasladados para Biella e sepultados na igreja de S. Sebastiano, dos Cónegos Regulares Lateraneses, que ele embelezou. Uma inscrição em sua memória foi colocada por seu sobrinho, o cardeal Pier Francesco, em 1566, na parede esquerda da basílica patriarcal da Libéria, em Roma.